# Hebdomophruda sculpta
Hebdomophruda sculpta là một loài bướm đêm trong họ Geometridae.